# Лал Шаг Бохарі
Лал Шаг Бохарі (22 липня 1909 — 22 липня 1959) — індійський хокеїст на траві.
Олімпійський чемпіон 1932 року.